# Себастьян Бассонг
Себастья́н Айма́р Бассо́нг Нгена́ (фр. Sébastien Aymar Bassong Nguena; нар. 9 липня 1986, Париж) — камерунський та французький футболіст, що грає на позиції захисника.

## Клубна кар'єра

### Ранні роки
Випускник знаменитої молодіжної академії Клерфонтен, де навчалися багато футболістів збірної Франції, такі як Тьєррі Анрі, Ніколя Анелька, Луї Саа і Вільям Галлас. У 2005 році Себастьян уклав свій перший професійний контракт, ставши гравцем футбольного клубу «Мец». За цей клуб він відіграв три сезони (два — в Лізі 1, один — у Лізі 2), був гравцем основного складу.

### «Ньюкасл Юнайтед»
У липні 2008 року Себастьян відправився на перегляд в англійський «Ньюкасл Юнайтед», зіграв в одній з передсезонних ігор, після чого 30 липня був оформлений його перехід з «Меца». Сума трансферу за різними джерелами, склала від 500 тисяч до 1,5 мільйонів фунтів стерлінгів. 26 серпня Бассонг дебютував у складі «Ньюкасла» в матчі Кубка футбольної ліги проти «Ковентрі Сіті».
У своєму першому сезоні в англійській Прем'єр-лізі він зіграв 30 матчів, голів не забивав. Хоча «Ньюкасл Юнайтед» виступив у сезоні вкрай невдало, зайнявши 18-е місце і покинув Прем'єр-лігу, Бассонг добре проявив себе і був визнаний найкращим гравцем команди у сезоні 2008/09.

### «Тоттенгем Готспур»

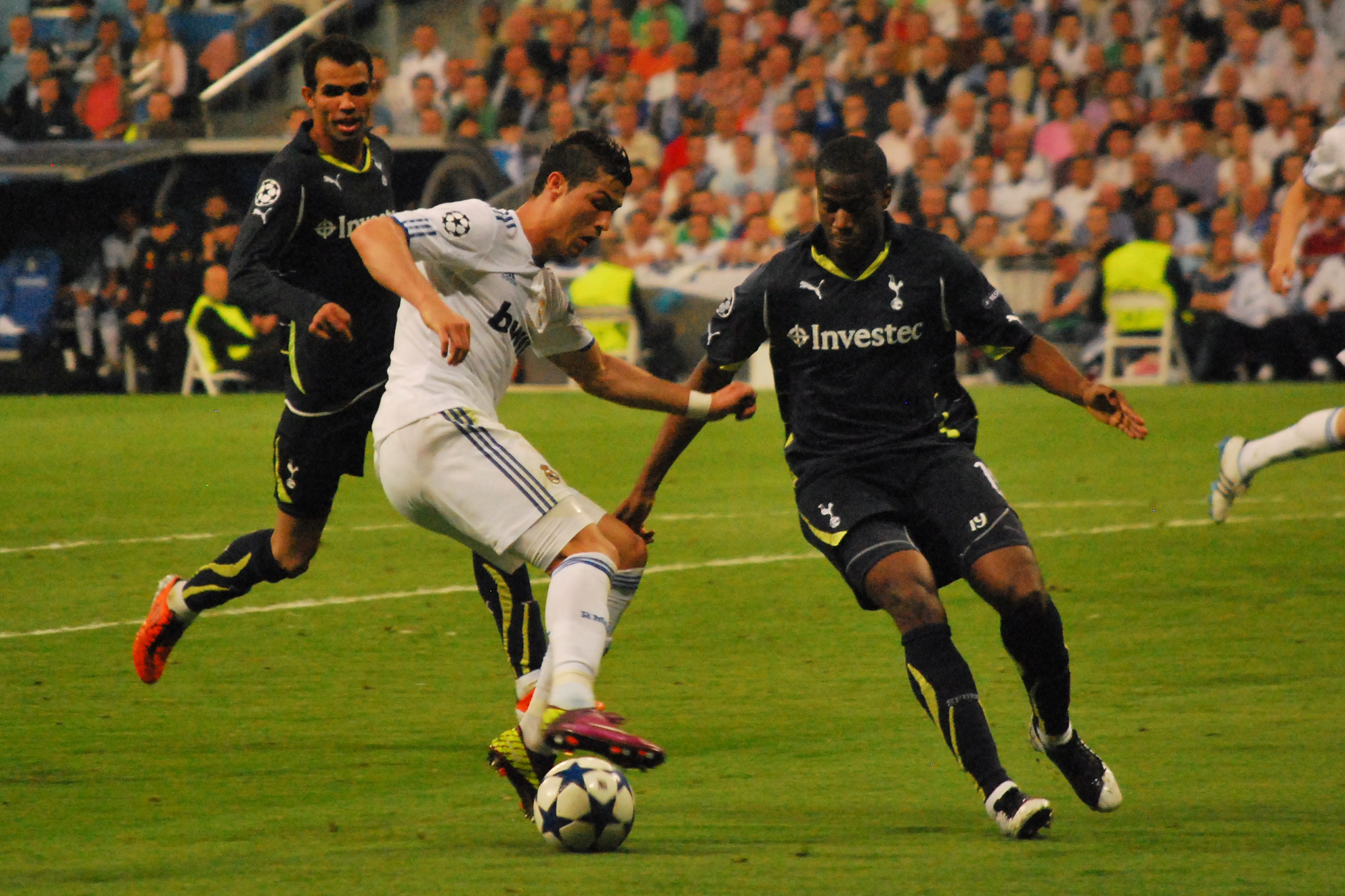
Бассонг (праворуч) у боротьбі з Кріштіану Роналду. 2011 рік.

Після вильоту «Ньюкасла» в Чемпіонат Футбольної ліги Себастьян висловив бажання покинути команду. Серед зацікавлених у його придбанні клубів називалися «Тоттенгем Готспур», «Манчестер Сіті», «Астон Вілла», «Евертон» та «Арсенал». 6 серпня 2009 року відбувся перехід Бассонга в «Тоттенгем», за який лондонці заплатили близько 8 мільйонів фунтів стерлінгів. В «Тоттенгемі» особливо потребували хорошого центрального захисника, оскільки напередодні початку сезону команда через травми втратила відразу трьох гравців — Ледлі Кінга, Майкла Доусона і Джонатана Вудгейта.
16 серпня 2009 року Себастьян дебютував у складі «Тоттенгем Готспур» у матчі першого туру Прем'єр-ліги проти «Ліверпуля». Він вийшов у стартовому складі, провів на полі весь матч і на 59 хвилині забив переможний гол головою після навісу зі штрафного, виконаного Лукою Модричем. Цей гол став першим для Бассонга в Прем'єр-лізі. У першому сезоні камерунець був основним гравцем клубу, але в другому втратив місце, через що 31 січня 2012 року був відданий в оренду до кінця сезону в «Вулвергемптон Вондерерз». Там він зіграв у 9 матчах, проте не врятував команду від вильоту з Прем'єр-ліги.

### «Норвіч Сіті»
21 серпня 2012 року Бассонг перейшов в «Норвіч Сіті», підписавши з «канарками» трирічний контракт. У цій команді провів п'ять сезонів, три з яких у Прем'єр-лізі, крім того у сезоні 2013/14 був капітаном команди. Також нетривалий час провів в оренді у «Вотфорді». 2 травня 2017 року Бассонг був серед семи гравців, які покинули «Норвіч Сіті» після того, як клуб не зумів повернутись в Прем'єр-лігу за підсумками сезону 2016/17.

## Виступи за збірну
У 2007 році Себастьян зіграв два матчі за молодіжну збірну Франції.
У травні 2009 року Бассонг був викликаний в національну збірну Камеруну, за яку він мав право виступати, оскільки не грав за французьку молодіжну збірну в якихось турнірах. Він був присутній на тренувальному зборі в Бельгії, але в матчі відбіркового турніру до чемпіонату світу 2010 року проти збірної Марокко участі не брав. 12 серпня 2009 року Себастьян дебютував у складі збірної Камеруну в товариському матчі проти збірної Австрії, що завершився перемогою африканців з рахунком 2:0.
У складі збірної був учасником чемпіонату світу 2010 року, де зіграв у двох матчах. Загалом у формі головної команди країни зіграв 18 матчів. 

## Статистика
| Збірна Камеруну | Збірна Камеруну | Збірна Камеруну |
| Роки            | Ігри            | голи            |
| --------------- | --------------- | --------------- |
| 2009            | 3               | 0               |
| 2010            | 9               | 0               |
| 2011            | 4               | 0               |
| 2012            | 0               | 0               |
| 2013            | 0               | 0               |
| 2014            | 0               | 0               |
| 2015            | 2               | 0               |
| Усього          | 18              | 0               |